# ラ・ド・サンの海戦
ラ・ド・サンの海戦（ラ・ド・サンのかいせん、Battle of the Raz de Sein）は、フランス革命戦争中の1798年4月21日に、ブレスト封鎖中のイギリス海軍の戦列艦と、フランス海軍との間で行われた海戦である。
4月12日に、セントヘレンズから初代ブリッドポート男爵アレグザンダー・フッドの封鎖艦隊が到着。21日の朝、イロワーズ海を横断時に、東方向に配置された複数の艦を見つけ、追跡のブリッドポート卿の甥にあたるアレグザンダー・フッド艦長の74門の戦列艦「マーズ」が率いる3隻の艦を派遣した。艦に接近したイギリス艦は、3隻目の艦が、南東を岸すれすれにブレストへ北上するのを発見した。（以下、ブリッドポート卿はブリッドポート、アレグザンダー・フッドはフッドと表記する）
この艦は74門の「エルキュール」(艦長はルイ・レリティエだった)で、レリティエはロリアンで新しく任務に就くのに加え、フランス主力艦隊に合流するためブレストに向かっており、イギリスの戦隊はこの新たな標的の阻止のために方向転換した。圧倒的な数の差に、レリティエは狭いラ・ド・サンを通り抜けて逃げようとした。しかし潮の流れが逆流になっていたため、ラ・ド・サンの入口に投錨してイギリスの攻撃を待った。21時15分、「マーズ」が「エルキュール」に追いつき、エルキュールは猛烈な砲火を浴び(フッドが戦略的にこの位置に入ったため)、そして「エルキュール」の艫側に大きく衝突した。1時間以上、両者は直接砲火を浴びせたが、その距離が接近していたため、大砲は砲身を伸ばせず、艦の奥から発砲せざるを得なかった。損害・死傷者は双方かなりのもので、交戦の最中にフッドも致命傷を負った。
最終的に「エルキュール」は、「マーズ」に乗り込む計画が失敗し降伏を余儀なくされた。両艦とも艦体が砲火で焼け、フランス側の死傷者は290人、イギリス側は90人だった。戦闘直後に「エルキュール」はイギリスへ運ばれた後に修理され、1810年までイギリス海軍で就役した。レリティエと、亡くなったフッドとは戦闘中の指揮をイギリスで高く称賛された。ほぼ同じ強さの艦1隻ずつだけで外部からの干渉を受けず戦った海戦は、この時代では非常に稀な例であると指摘される。

## 歴史的背景

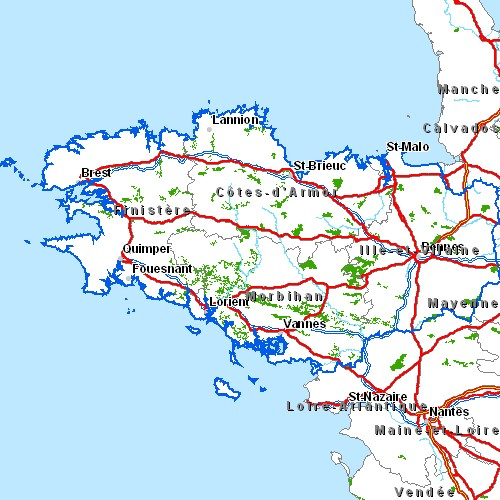
ブルターニュ半島の地図。一番左にブレスト、その右下にロリアンが見える。

フランス革命戦争の間、イギリス海軍はヨーロッパ大陸の敵国のうち、自国に最も隣接したフランスのビスケー湾沿岸のブルターニュ沿岸で、フランス海軍の主力艦隊であるブレスト艦隊に対して優位に立っていた。イギリスはこの艦隊を封じ込めるため、海上封鎖戦術を使い、ブレスト沖に艦隊を待機させて、いくら天候がよくなっても、封鎖を破って大西洋に出ることができないようにしたのである。この封鎖はフランスの通商と海上通信をも制限した。主力艦隊に補給や増員を行う商船や単独行動の軍艦を攻撃したからだった。この封鎖により、海岸近くであってさえも、海上交通はかなり危険を伴うものとなって行った。1795年6月、グロワ島の海戦でフランス主力艦隊は、ロリアン港の進入路で封鎖艦隊から敗北を喫し、1797年1月13日の海戦では、74門の戦列艦「ドロワ・ド・ロム」が、他の艦から離れて航行していて、封鎖艦隊の2隻のフリゲート艦に追われて座礁し、ブレストへの進入路で破壊された。
1798年4月12日、ブリッドポート指揮下のイギリスの封鎖艦隊は、冬の停泊地のワイト島セントヘレンズから、ブルターニュ沿岸へと航行していた。ブリッドポートはブレスト監視維持のために10隻の戦列艦を召集したが、この艦隊が派遣した艦は1月25日からこの海域を航行しており、ブリッドポートは通知を出して28隻の戦列艦の支援要請を行った。この戦争の初期で、フランス艦隊は一連の敗北を味わってきた。グロワでの敗戦に加え、1795年の栄光の6月1日では7隻の艦を失い、同じ1795年の軍事作戦である、大いなる冬の巡航と、翌年のアイルランド遠征ではそれ以上の艦が難破した 。こういった敗北の埋め合わせのためにも、フランス海軍は多くの艦隊基地で新艦を建造し、1798年4月に、ロリアンで1隻の艦が就役した。この艦が1876載貨重量トンの74門艦「エルキュール」で、1797年7月に進水式が行われ、熟練のルイ・レリティエ艦長や、栄光の6月1日の軍人たちに指揮されて、680人の乗員を乗せていた。これは定員に20人満たない数字だった。

## 追跡

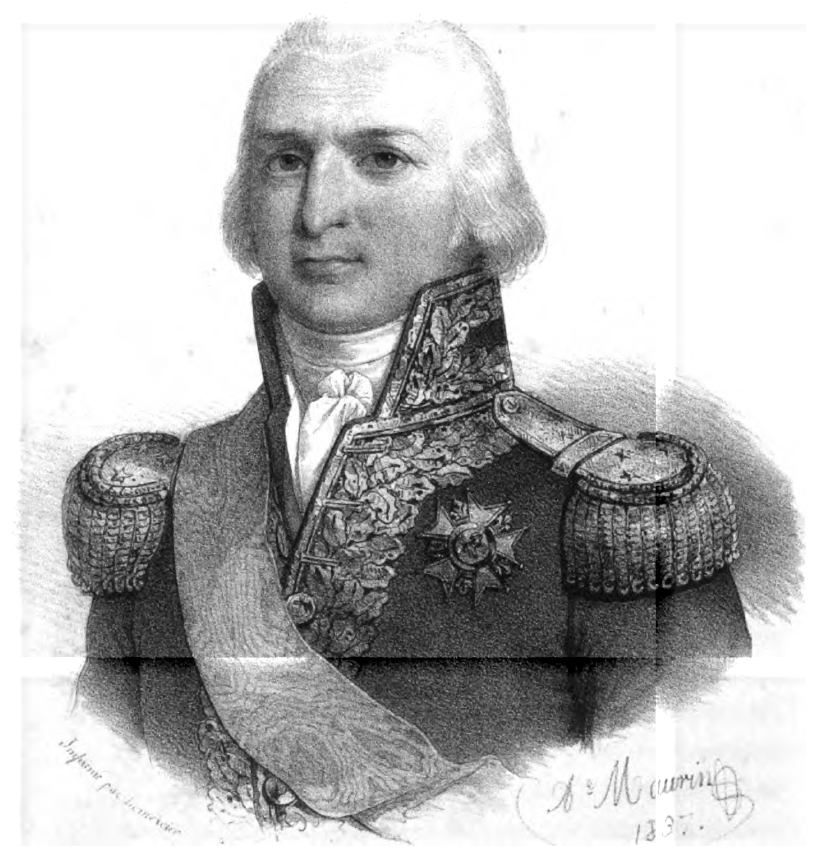
ジュスタン・ボナヴァンテュール・モラール・ド・ガレ

4月20日、レリティエは「エルキュール」の処女航海をするように命じられ、ブレストの、ジュスタン・ボナヴァンテュール・モラール・ド・ガレ中将指揮下の主力艦隊に合流すべく、海岸に沿って北西に短い航海をして、ブレストで乗員を増員し、定員いっぱいにする予定だった。艦上には戦列艦用の艤装を含めた余剰物資があった、この月の始めに、ロリアンで火災に遭った「キャトルズ・ジュイユ」のものだった 。「エルキュール」の乗員は海に不慣れで、艦長のレリティエ自身は交戦をしようという意思がなく、最初の日は一日中海岸線に張り付いていた。「エルキュール」がオーディエルヌ湾の、ポワン・パンマールとラ岬の間を横切った時、その時北西に帆影が見えた。
その帆影はブリッドポートの艦隊のうち3隻の軍艦のものだった。4月21日の11時、イギリス艦隊はイロニーズ海を航海していて、東方向12海里（22キロ）の所に2隻の艦が見えた。フッドは艦隊の中で最も東にいた3隻を派遣して、その2隻を調べるように命じた。この3隻はフッドが指揮する74門戦列艦の「マーズ」とヘンリー・インマン艦長の「ラミリーズ」、そしてチャールズ・スターリング艦長の38門フリゲート「ジェイソン」だった。見知らぬ艦を追うイギリスの大型戦列艦に、強風が味方した。この艦はフランスのものだとわかり、14時までには追いついたが、その時南東約15海里（28キロ）の所に3隻目が見えた。この艦は岸に接近して航海していた。
この3隻目は、午前中に発見されたものよりもはるかに大きく、フッドの指揮下の3隻は、それまでの2隻のフランス艦の追跡をやめて、こちらの方を追うことにした。この艦は「エルキュール」だった。17時45分には、「エルキュール」は背後に広がったイギリス戦隊から大慌てで逃げ出した。それ以外のフッドの艦隊ははるか西にいた。「ジェイソン」は「マーズ」より速く、「マーズ」はじきに「ジェイソン」の陰になったが、「ラミリーズ」の艦長インマンは前方のトップマストを失って落伍した。経験豊富な士官であり、ブリッドポートの甥でもあるフッドは、艦を前に進めてジェイソンとエルキュールを追い上げた 。レリティエは、開放水域ではイギリス艦につかまって圧倒されることに気付いており、それよりも狭くて危険な水路であるラ・ド・サンを探して逃げることにした。この水路はサン島とラ岬の間にあって岩が多かった。アイルランド遠征の際には、フランスの戦列艦「セデュイサン」が、680人の乗員を乗せたまま難破していた。
「エルキュール」が英仏海峡に近づいたため、フッドは「マーズ」を右舷方向へ下手回しで操舵させ、ジェイソンに追いついて、フランス艦を圧倒した。20時30分、レリティエは、ラ・ド・サンをうまく航海するには、潮の流れが「エルキュール」には強すぎることに気づき、代わりに錨綱につけた控え綱で海峡の入り口に投錨した、この控え綱は主錨を止めておくためのもので、これによって安定感がまし、レリティエは停泊していた敵艦の方向にエルキュールの艫側を回すことができた。ここはラ岬の南西約2海里（3.7キロ）で、レリティエが目指すブレストにはおよそ21海里（39キロ）の地点だった。

## 戦闘

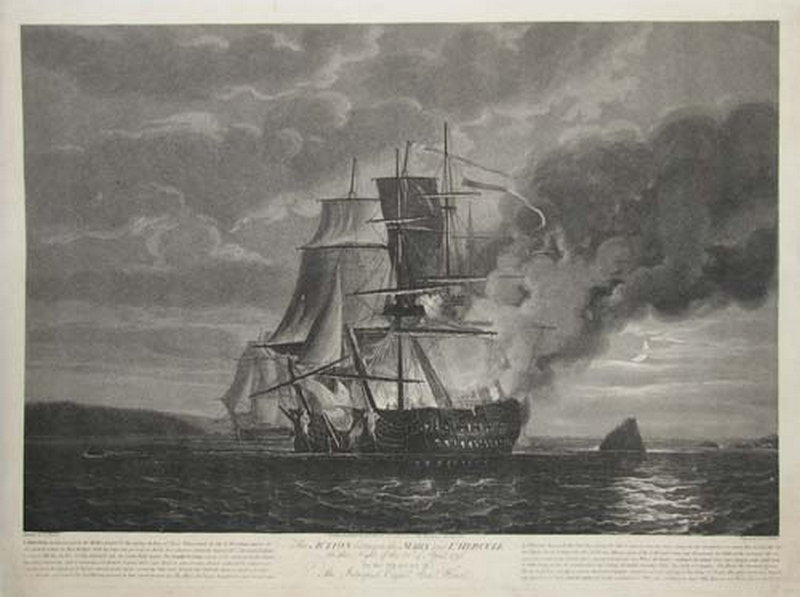
「勇敢なるアレグザンダー・フッド艦長に捧げる、1798年4月21日夜のマーズとエルキュールの戦い」
ニコラス・ポコック作

20時45分、「ジェイソン」が暗闇に紛れ、フッド率いる「マーズ」は針路を変えて、待機中の「エルキュール」を効果的な位置から攻撃するために戦略を練ろうとした。ラドサンの気まぐれな潮の流れは、フッドの艦の操作を妨げたが、その代わりに、「マーズ」を直接「エルキュール」に横付けして、互いに片舷斉射を行うことに決めた。21時15分、着弾距離内にいた「マーズ」にレリティエは砲撃を開始し、フッドは即座に反撃した。10分たった21時25分、「マーズ」のマストと艤装が砲火を浴び、バウスプリットとフォアマストも損害を受け、フッドが潮の流れに逆らって砲撃位置を確保し続けようとしたため、その後わずかにエルキュールの前に出て、そこで投錨した。左舷大錨が「エルキュール」の右舷の錨と絡み合い、「マーズ」は「エルキュール」の方へ激しく揺り動かされて、衝突したため「マーズ」にある大砲4門の蝶番がはずれた。
2隻が組み合わさってしまったため、双方の艦長は自艦に、相手の艦に砲撃するように命じた。双方の間があまりにも接近していたため、艦上の大砲の砲身を伸ばすことができず、代わりに艦の中から相手を砲撃する必要があった。続けざまの砲撃による激しい熱で、艦の木材が焦げ始めており、重いラウンドショットがそれぞれの艦の側面に穴をあけた時に、燃え落ちてしまった。戦闘の間中、「エルキュール」の側面には広範囲にわたってぼろぼろに穴が開いていたため、砲門の間の厚板はずたずたになって、艦の側面に沿って広く裂けた傷跡が残った。双方とも死傷者が多く、開戦後20分で砲弾がフッドの太ももを直撃し、大腿動脈を破損した。致命傷と大量出血とでフッドは甲板下に運ばれ、指揮権は海尉のウィリアム・バターフィールドが執った。フランスの死傷者はイギリスよりもかなり多く、この高い死傷率は、フッドの訓練された乗員たちによるものだった。
死傷者がかなり出ていることを知ったレリティエは、乗員にイギリス艦「マーズ」に乗り込むように命じたが、最初に乗り込んだ者、続こうとした者は、マーズの乗員に撃退され、多くの死傷者を出した。交戦の始めの方で、エルキュールの照明が吹き飛んで、乗員たちの間に混乱が生じ、結果として、レリティエが乗り込みを命令した時に、これに応じたのは40人程度だった。レリティエ自身も、攻撃中に2か所に傷を受けていた。ひとつは頭部をサーベルで傷つけられたもので、ひとつは太ももをパイクで刺されたものだった。10時30分、連続砲撃から1時間が経過して、レリティエは降伏した。エルキュールの艦体は壊れて中が丸見えになり、5門の大砲が砲座から外され、他の大砲は損害を受けており、5分の2以上の乗員が戦死または負傷していた。「ジェイソン」がすばやく近づいてきて、残りのフッド艦隊の艦は、戦闘の砲口の閃光を目にできるほど近くの距離にいた。

## 戦後の英仏と戦闘の評価

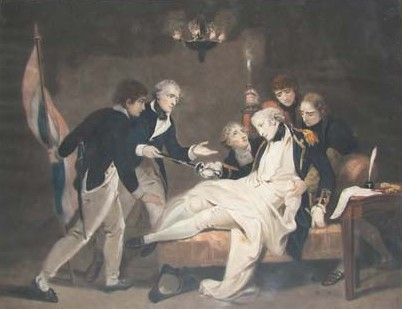
アレグザンダー・フッドの死
ヘンリー・シングルトン作

レリティエは降伏して剣をバターフィールドに差し出し、その剣は瀕死のフッドに届けられ、フッドは死ぬ前にそれを受け入れた。22時50分、「ジェイソン」が到着して、スターリングが「エルキュール」から捕虜をおろし、危険なラ・ド・サンの水路から、の大きな損害を受けた2隻戦列艦を脱出させた。戦闘直後のフランス艦の死者は正確に記録されてはいなかったが、いくつかの証言によれば、400人にも達すると言われ、その一方で、290人というより現実に即した数字が、存命のフランス人士官により証言された。イギリスの損失は3人の士官と19人の乗員が戦死、8人が行方不明になっていた。この8人は、フランス側の乗り込みを防ごうとして水中に投げ出され、溺死したものと思われた。イギリス側では他に60人が負傷した。幸運にも天気は穏やかで、そのため「マーズ」も「エルキュール」も、嵐を避けることもなく、「エルキュール」は細心の注意を払って4月27日にポーツマスに曳航され、現役で就航できるように修理された。この修理は総額12500ポンドかかったが、フランス軍艦「エルキュール」は最終的にイギリス軍艦「ヘルクール」として就役し、1810年まで現役だった。
歴史家のロバート・ガーディナーは、この海戦について、同等の力と大きさの2隻の戦列艦だけによる「古典的戦闘」で、他の艦など外部から干渉を受けなかったのは珍しいと述べ、エドワード・ペラム・ブレントンは、1823年に、2隻の戦列艦の出会いはめったにない事態であり、この時の決断がうまく行ったのは、イギリス海軍の歴史に添える輝かしい名誉であると言っている。ブレントンによれば、名誉たりうるのは他に3つの海軍史の事件だと言っている。相対的な大きさと強さの軍艦同士による腕試しは、これが好勝負であったことを物語っている。それぞれの片舷の重さは「マーズ」が984ポンド、「エルキュール」は985ポンドだった。「エルキュール」は1876トンで「マーズ」より34トン重いだけである。また「エルキュール」の定員未満の乗員数は「マーズ」の乗員より46人も多かった 。1797年はスピットヘッドの反乱があったが、フッドは一時的に艦長を辞任していたが、乗員たちはその間も現役だった 。また2隻とも新しい艦で、「エルキュール」は処女航海の一日目で、「マーズ」はフランス革命戦争の初期に作られ、マーズ級戦列艦の名前の元となった。要約すると、歴史家のウィリアム・ジェームズが示すように、フッドの乗員たちが経験豊富であったこと、そして近くに他の複数のイギリス艦がいたことがマーズにわずかに利した。しかしジェームズはこうも言う「マーズとエルキュールの海戦は、それそのものの指揮が、双方の戦闘部隊に名誉が等しく分け与えられることを表している」
一部のイギリスの史書には、レリティエが戦闘後に負傷が元で亡くなったと書かれているが、これは正しくない。捕虜交換の後の帰国で、レリティエは敗戦のため軍法会議にかけられたが、無罪放免されて、海軍大臣のエティエンヌ・ユスターシュ・ブリュイから、抵抗の労をねぎらう称賛の手紙をもらっている。イギリスでは、バターフィールドがコマンダーに昇進し、フッドは死後賞賛され、ブリッドポートは公式文書の中で「フッド艦長の著名な武勇の輝ける光に、私の手柄など付け加えられない」（No Praise of mine can add one Ray of Brilliancy to the distinguished Valour of Captain Alexander Hood）と書いている。フッドの遺体はイギリスへ戻り、サマセットのバトリーの自宅の近くに埋葬され、その上に遺族によって記念碑が建てられた。